# Thüringer Literaturstipendium Harald Gerlach
Das Thüringer Literaturstipendium Harald Gerlach ist ein seit 2009 vom Thüringer Ministerium für Bildung, Wissenschaft und Kultur, von 2014 bis 2018 vom Thüringer Minister für Kultur, Bundes- und Europaangelegenheiten und Chef der Staatskanzlei und seit 2019 von der Kulturstiftung des Freistaats Thüringen vergebenes Literaturstipendium. Es ist nach dem Thüringer Autor Harald Gerlach benannt.

## Stiftung
Das Thüringer Literaturstipendium Harald Gerlach wurde aufgrund einer öffentlichkeitswirksamen Initiative des Schriftstellers Ingo Schulze ins Leben gerufen. Schulze war 2007 der Thüringer Literaturpreis zuerkannt worden. Bei der Entgegennahme des Preises kritisierte er in seiner Dankesrede, dass nicht der Freistaat Thüringen, sondern ein Energieunternehmen als Sponsor für den Preis aufkam. Er regte an, die Literaturförderung des Freistaats durch die Schaffung eines Arbeitsstipendiums für Autoren aus Haushaltsmitteln zu stärken, wofür er – gewissermaßen als Anschubfinanzierung – sein Preisgeld zur Verfügung stellen wollte. Die Landesregierung nahm diesen Vorschlag schließlich auf und lobte gemeinsam mit der Literarischen Gesellschaft Thüringen im Jahr 2008 das Stipendium erstmals aus. Die von Schulze gestifteten 6.000 Euro flossen in die ersten drei zu vergebenden Stipendien ein.

## Vergabemodalitäten
Das Thüringer Literaturstipendium Harald Gerlach soll Autoren die Möglichkeit geben, über einen längeren Zeitraum intensiv an einem aktuellen Vorhaben zu arbeiten. Es wird für maximal ein Jahr vergeben und ist dabei mit monatlich 1000 Euro dotiert (Stand 2021).
Autoren können sich mit einem Schreibprojekt aus den Bereichen Prosa, Lyrik oder Dramatik bewerben. Die Bewerbung muss einen Bezug zu Thüringen aufweisen, der entweder dadurch gegeben ist, dass die Bewerber in Thüringen wohnen oder dass ihr Schreibprojekt sich inhaltlich damit beschäftigt. Über die Vergabe des Stipendiums entscheidet eine unabhängige Jury.

## Stipendiatinnen und Stipendiaten
- Lutz Seiler (2009)
- Jan Volker Röhnert (2010)
- Christian Rosenau (2011)
- Daniela Danz (2012)
- Bärbel Klässner (2013)
- Hubert Schirneck (2014)
- Nancy Hünger (2015)
- André Schinkel (2016)
- Ron Winkler (2017)
- Peter Neumann (2018)
- Vera Vorneweg (2019)
- Stefan Petermann (2020)[4]
- Emma Braslavsky (2021)[5]
- Martin Knuth (2022)[6]
- Thomas Freyer (2023)[7]
- Fabian Saul (2024)[8]
- Ramona de Jesús (2025)[9]